# Ghiacciaio Ludvig
Il ghiacciaio Ludvig è un ghiacciaio situato sulla costa di Pennell, nella regione nord-occidentale della Dipendenza di Ross, in Antartide. In particolare, il ghiacciaio, il cui punto più alto si trova a circa 1300 m s.l.m., ha origine nella parte orientale dei monti ANARE, e da qui fluisce verso nord-est, scorrendo tra il versante sud-orientale della scogliera Arthurson e quello occidentale della cresta Flecker, fino a unire il proprio flusso a quello del ghiacciaio Kirkby.

## Storia
Il ghiacciaio Ludvig è stato mappato per la prima volta dallo United States Geological Survey grazie a fotografie scattate dalla marina militare statunitense (USN) durante ricognizioni aeree e terrestri effettuate nel periodo 1960-63, e così battezzato dal Comitato australiano per i toponimi e le medaglie antartici in onore di Ludvig Larsen, ufficiale capo della spedizione australiana del Thala Dan comandata da Phillip Law che, nel 1962, esplorò l'area lungo la costa su cui sfocia il Kirkby.